# Ed and His Dead Mother
Ed and His Dead Mother —conocida como Buen apetito, mamá en España—  es una película independiente estadounidense de 1993, dirigida por Jonathan Wacks y protagonizada por Steve Buscemi, Eric Christmas, Harper Roisman y Ned Beatty. 
Es considerada dentro del género "comedia negra", junto con otras como Tales from the Crypt o Creepshow. Cuenta con Steve Buscemi haciendo el papel principal, quizá una de sus mejores actuaciones pero no tan conocida al no contar con una gran distribución en contraste con el cine comercial. El papel de Buscemi está en parte inspirado en Ed Gein.[cita requerida]

## Sinopsis
Ed Chilton ama a su madre, Mabel Chilton, pero ella murió un año atrás. Cuando una corporación le da la oportunidad de devolverla a la vida tal como se encontraba antes de su muerte, Ed, que mantiene presente a su madre en la memoria desde el fallecimiento, está completamente de acuerdo y paga el precio convenido. El regreso de su madre llena inicialmente a Ed de felicidad. Pero a medida que pasa el tiempo, su vida se va transformando en una pesadilla.

## Reparto
| - Steve Buscemi - Ed Chilton - Miriam Margolyes - Mabel Chilton - John Glover - A.J. Pattle - Sam Jenkins - Storm Reynolds - Ned Beatty - Benny - Eric Christmas - Sr. Abner - Harper Roisman - Juez Fearson - Gary Farmer - Big Lar | - Robert Harvey - Sr. Anderson - Jon Gries - Rob Sundheimer - Dawn Hudson - Telemarketer - Eric Poppick - Sam Halibut - Rance Howard - Rev. Praxton - Warren Munson - Bill - Carol Schlanger - Sophie - Biff Yeager - Policía |